# Honorífic japonès
En el japonès hi ha títols i honorífics igual que en altres idiomes, amb la particularitat que tenen més quantitat que en el català o l'anglès. Una altra particularitat és que es fan servir al final del nom o cognom i no al començament (no com en català que es diria «doctor» o «senyor Albert» per exemple).
Aquests títols compleixen un rol molt important en la interacció dels parlants. No aplicar el títol o l'honorífic específic durant una conversa pot resultar insultant per al receptor.

## Honorífics comuns

### San
San (さん), és el sufix honorífic més comú, amb un significat similar al «senyor» o «senyora» en el català. És utilitzat tant per referir-se a homes com a dones, sempre en segona o tercera persona i mai al referir-se a un mateix.
San pot utilitzar-se com a sufix del lloc de treball per dirigir-se a qui hi treballa, per tant hom es pot referir al «senyor llibreter» com honya-san ('llibreria' + san), o al carnisser com nikuyon-san ('carnisseria' + san).
Les empreses també poden utilitzar el sufix san per referir-se a altres empreses. Per exemple, una empresa podria referir-se a les oficines d'una altra empresa anomenada Kojima Denki com «Kojima Denki-san». Aquest ús és habitual en els mapes que indiquen l'emplaçament d'un negoci.
San també pot utilitzar-se amb noms d'animals o objectes inanimats. Per exemple, per referir-se a una mascota neko-san tindria el sentit de 'senyor gat'. Aquesta manera d'emprar san es considera infantil i no s'utilitza en el llenguatge formal.
A internet, els gamers japonesos solen escriure un número tres al final del nom del jugador al qual es refereixen, ja que el número 3 en japonès també es pronuncia /san/.

### Kun
Kun (君, en Kanji, くん en Hiragana), aquest honorífic s'utilitza generalment per tractar a persones de sexe masculí de menor edat o categoria. Encara que kun sol ser utilitzat per referir-se a homes, també pot ser utilitzat en l'àmbit professional per referir-se a les empleades més joves, per part d'un empleat de més categoria.
També pot ser utilitzat per dones per referir-se a un home amb qui tenen un vincle emocional o que coneixen des de fa molt temps. És molt utilitzat entre joves, i de vegades s'utilitza entre persones de la mateixa edat per denotar estima, amistat i amor.
Els membres de la Dieta del Japó també solen utilitzar el sufix honorífic kun per dirigir-se a altres membres.

### Chan
Chan (ちゃん) és un sufix diminutiu que indica afecte. Per aquest motiu, dirigir-se amb el sufix honorífic chan a un superior es consideraria condescendent i de mala educació.
Aquest sufix s'utilitza en general per referir-se a adolescents de sexe femení i nens, encara que pot utilitzar-se per expressar afecte, per exemple parlant d'un amic o una mascota.
Tot i que tradicionalment els sufixos honorífics no s'apliquen a un mateix, algunes dones joves fan servir la tercera persona afegint el sufix chan al seu nom per referir-se a si mateixes en lloc del pronom personal corresponent.

### Sama
Sama (様, 【さま】) és una versió més respectuosa i formal del san. Sol usar-se en l'àmbit professional per dirigir-se als clients, (cridant-los okyaku-sama, 'senyor client') o a persones de major categoria que el parlant, encara que també es pot utilitzar per referir-se a algú que un admira profundament. Quan s'utilitza per referir-se a un mateix, sama expressa arrogància extrema o la intenció de riure d'un mateix, com en el cas de ore-sama (俺 様).
El sufix sama s'utilitza més en escriure l'adreça del destinatari d'una carta o paquet, i en els correus electrònics de negocis.
Sama també apareix en algunes frases fetes com o-machido sama (expressió que s'utilitza per disculpar-se per la tardança, a l'estil de «perdó per fer-li esperar»), o-tsukare sama deshita (expressió amb la que tradicionalment respon a la persona que es va a casa després d'un llarg dia de treball, podria traduir com 'deu vostè estar cansat'), i go-kuro sama. Encara que el kanji utilitzat en aquestes expressions és el mateix que el que s'usa per a escriure el sufix honorífic sama, el significat en aquests casos és diferent.
Altres situacions en què solia utilitzar-se aquest títol corresponen al tracte que un súbdit atorgava el dàimio o la forma en què els fills solien adreçar-se als seus pares.

### SenpaiiKōhai
Senpai (先辈 【せん ぱい】) s'usa per dirigir-se a una persona de major rang, o amb més experiència, en escoles, empreses, associacions esportives i altres grups. Així, per exemple, a l'escola, els estudiants de cursos superiors són senpai, però no els de cursos inferiors, ni els mestres. En l'àmbit professional s'utilitza per referir-se a companys amb més experiència o més antiguitat a l'empresa, però no per dirigir-se a un cap. La paraula senpai, a diferència de les anteriors, es pot utilitzar com a substantiu a més de com a sufix.
Un kōhai (后辈 【こう はい】) és el contrari del senpai, aquell amb menys experiència o rang, però no sol utilitzar-se com a sufix honorífic.

### Sensei
Sensei (先生 【せんせい】) s'usa per a referir-se o dirigir-se a professors, metges, polítics i altres figures d'autoritat. S'utilitza per expressar respecte a una persona que ha assolit un cert nivell de mestratge en una habilitat, de manera que també pot ser emprat per parlar de novel·listes, poetes, pintors i altres artistes, incloent dibuixants de manga. A les arts marcials japoneses, sensei sol referir-se al cap del dojo. Igual que senpai, sensei pot ser usat no només com un sufix sinó com un títol en si mateix.

### Dono/Tono
El sufix tono (殿 【と の】), pronunciat /dono/ (どの) és un sufix arcaic extremadament formal. En l'època dels samurais s'utilitzava per denotar un gran respecte cap a l'interlocutor però en condició d'igualtat. Té un significat similar al de «Senyor», encara que no indica procedència noble. En l'actualitat ja no s'utilitza en les converses quotidianes, encara que es continua utilitzant per dirigir-se a Buda, a més de cert tipus de correspondència de negocis, així com en certificats o premis i en la correspondència escrita de la cerimònia del te.

### Shi
El sufix shi (氏 【し】) s'usa generalment en escrits formals, i molt rarament en el llenguatge oral per referir-se a algú a qui no es coneix personalment, sinó a través de, per exemple, una publicació. Aquest sufix és d'ús freqüent en documents legals, revistes d'índole acadèmica i altres escrits. Una vegada que el nom de la persona s'ha usat amb el sufix shi, aquest títol honorífic pot tornar a utilitzar-se per referir-se a aquesta sense necessitat de repetir el nom.

### Tan
El sufix tan (【たん】) s'utilitza per referir-se a un personatge fictici.

## Altres títols

### Per ocupació
És molt comú utilitzar el nom de la professió, en comptes d'altres títols honorífics. Per exemple, als atletes sol anomenar -senshu (选手) En comptes de -san, i per dirigir-se a un mestre fuster (栋梁) anomenat Suzuki podria utilitzar «Suzuki-tory» en comptes de «Suzuki-san».
En un ambient de negocis, és normal referir-se a les persones amb el seu càrrec dins de la companyia, especialment per a posicions d'autoritat, com ara cap de departament (部长, buchō) o el president de la companyia (社长, shachō). Dins de la mateixa companyia o quan es parla d'una altra, sol utilitzar-se tant el càrrec dins de l'empresa com el sufix san. Així, per referir-se al president s'utilitzaria shachō-san. Quan parlem de la mateixa companyia a un client o a una altra companyia, el títol és usat sol o adjunt a un nom propi. Així, a un cap de departament anomenat Suzuki se li diria buchō o Suzuki-pap.

### Títols per a criminals i acusats
Condemnats i sospitosos d'actes criminals eren nomenats sense títol, però ara hi ha un esforç per distingir entre sospitós (容 疑 者, yōgisha), acusat (被告, hikoku) i condemnat (受刑 者, jukeisha), així com no assumir la culpabilitat abans que els fets siguin provats. Aquests títols poden ser utilitzats per ells mateixos o adjunts als noms.
No obstant això, encara que «sospitós» i «acusat» comencen com a descripcions neutrals, han arribat a ser despectius amb el temps. Quan Goro Inagaki va ser arrestat per un accident de trànsit el 2001, alguns mitjans el van nomenar amb el nou títol menbā (メンバー), originat en la paraula anglesa member, per evitar l'ús de yōgisha (容 疑 者, 'sospitós'). Però, a més de ser criticat com un terme artificial, aquest títol també es va convertir en despectiu gairebé instantàniament.

### Títols per a les empreses
Hi ha diverses paraules diferents per 'la nostra empresa' i 'la seva empresa'. 'La nostra companyia' es pot expressar amb els humils heisha (弊 社, 'Maldestre/Empresa pobre') o jisha (自 社, 'La nostra pròpia empresa'), i 'la seva empresa' es pot expressar amb l'honorífic Kish (贵 社 'empresa noble' —usat en l'escriptura) o onsha (御 社, 'honorable societat' —es fa servir en la parla). A més, el neutre Tosh (当 社, 'aquesta empresa') pot referir-se a l'empresa ja sigui del parlant o l'oient. Tots aquests els títols són utilitzats per ells mateixos, no unit als noms.

### Dono/Tono
Tono (殿), pronunciada /dono/ quan es connecta a un nom, més o menys significa 'senyor' o 'mestre'. No es pot equiparar la condició de noble, sinó que és un terme similar a 'el meu senyor' o francès monsenyor, i es troba entre san i sama en el nivell de respecte. Aquest títol ja no s'usa en la conversa diària, però encara s'usa en alguns tipus de correspondència comercial escrita, així com els certificats i premis, i en la correspondència en la Cerimònia del te.

### No Kimi
No Kimi (の 君) és un altre sufix arcaic que té un significat més o menys equivalent a 'el meu senyor' en català.

### Ue
Ue (上) significa literalment 'per sobre', denota un alt nivell de respecte. Si bé el seu ús no és molt comú, encara és vist en construccions com Chichi-ue (父 上) i haha-ue (母 上), respectuosament en termes per 'pare' i 'mare', respectivament. Els rebuts que no requereixen l'especificació del nom del sol·licitant, sovint s'omplen amb ue-sama.

### Títols reals i oficials
- Heike (陛下): S'utilitza per a la reialesa sobirana, similar a la «majestat» en anglès. Per exemple, Tennō Heike (天皇 陛下) significa 'Sa Majestat l'Emperador' i Kogo Heiko (皇后 陛下) significa 'Sa Majestat l'Emperadriu'. Koku Heike (国王 陛下) és 'Sa Majestat el Rei' i Joo Heiko (女王 陛下) és 'Sa Majestat la Reina'. Heike per si mateix també pot ser usat com un terme directe de la direcció, el que equival a 'Sa Majestat'.
- Denker (殿下): S'utilitza per a la reialesa no sobirana, similar a «Altesa Reial». Per exemple, Suwēden Ōkoku, Vikutoria Kōtaishi Denker (スウェーデン 王国, ヴィクトリア 皇太子 殿下 'Sa Altesa Reial, la Corona Princesa Hereva de Suècia'). Denko pot ser utilitzat per si mateix, com 'Sa Altesa Reial'.
- Hidenka (妃 殿下): és per tractar la consort del príncep, i s'utilitza la mateixa manera que els altres títols reals.
- Kakka (阁下): Significa 'Sa Excel·lència' i s'utilitza per als ambaixadors i caps d'Estat. També es pot usar per un mateix o adjunts a un títol específic.
- Shushō (首相): S'utilitza per al Primer Ministre del Japó.